# 利涅 (安德尔省)
利涅（法語：Liniez，法語發音：[linje]）是法国安德尔省的一个市镇，位于该省北部偏东，属于伊苏丹区。

## 地理
利涅（47°1'26"N, 1°45'5"E）面积26.94 平方千米，位于法国中央-卢瓦尔河谷大区安德尔省，该省份为法国中部省份，北起卢瓦-谢尔省，西北接安德尔-卢瓦尔省，西南接维埃纳省，南至克勒兹省和上维埃纳省，东临谢尔省。
与利涅接壤的市镇（或旧市镇、城区）包括：布日堡、布列塔尼、布里永、拉尚珀努瓦斯、拉沙佩勒圣洛里安、丰特奈、梅内特雷奥勒-苏瓦唐、瓦唐。
利涅的时区为UTC+01:00、UTC+02:00（夏令时）。

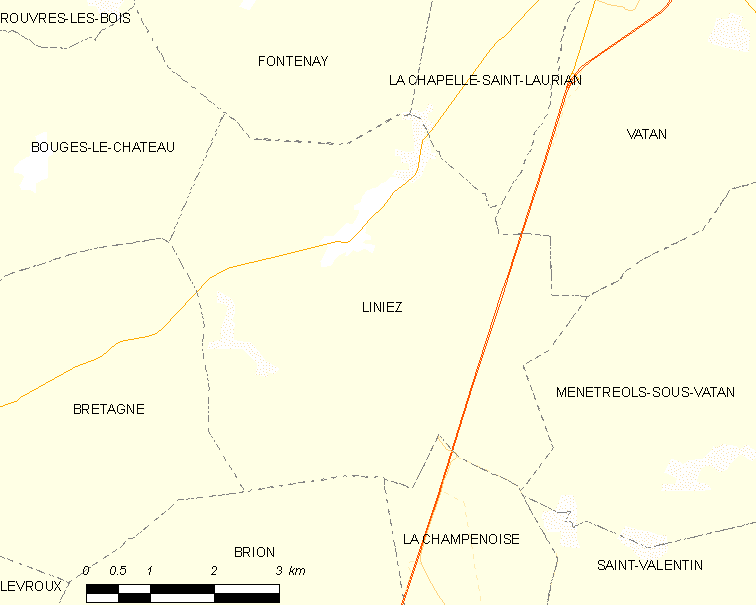
利涅的OSM定位图

## 行政
利涅的邮政编码为36150，INSEE市镇编码为36097。

## 政治
利涅所属的省级选区为勒夫鲁县。

## 交通
法国国家A20号高速公路经过境内东部但未设出入口。
安德尔省省道D8B线、D31线、D66线和D926线在镇中心交汇。

## 人口

1962-2008年间利涅人口变化图示

利涅于2022年1月1日时的人口数量为324人。